# Luna di miele (film 1959)
Luna di miele (Luna de miel) è un film del 1959 diretto da Michael Powell.
È stato presentato in concorso al 12º Festival di Cannes.

## Trama
In viaggio di nozze in Europa, Kit Kelly, un agricoltore australiano, insieme ad Anna, la sposa, si fermano per aiutare un motociclista in panne. Scoprono che è Antonio, un famoso ballerino. Quando Antonio viene a sapere che anche Anna è stata una danzatrice, cerca di indurla a tornare sulle scene insieme alla sua compagnia.

## Produzione
Il film, una co-produzione anglo-spagnola, fu prodotto dalla Cesáreo González Producciones Cinematográficas, dalla Everdene e dalla Suevia Films - Cesáreo González.

### Musica
- El Amor Brujo - musiche di Manuel de Falla, coreografia di Antonio.

- Los amantes de Teruel - musiche di Mikīs Theodōrakīs, coreografia di Léonide Massine

La direzione orchestrale è di sir Thomas Beecham.

### Cast
- Ludmilla Tchérina (1924-2004) nel 1962 fu protagonista di Les amants de Teruell di Raymond Rouleau, un film che riprende la storia dei due amanti infelici di Teruel.
- Antonio (1921-1996), famoso ballerino sivigliano, fu anche coreografo. Una delle sue coreografie più famose fu quella per El Amor Brujo. Nella sua carriera interpretò quattordici film.

## Distribuzione
In Spagna, il film fu presentato in prima a Madrid il 29 marzo 1959. In Francia uscì con il titolo Lune de miel il 18 marzo 1961. In Giappone, il 23 settembre dello stesso anno mentre, nel 1962, uscì nel Regno Unito (8 febbraio) e in Messico (4 maggio).